# 龜形花蜱
龜形花蜱（学名：Amblyomma testudinarium）为硬蜱科花蜱屬下的一个种。